# Andrea Pirlo
Andrea Pirlo (ur. 19 maja 1979 we Flero) – włoski piłkarz, który występował na pozycji pomocnika i trener piłkarski. Uważany za jednego z najlepszych pomocników w historii piłki nożnej.
Karierę klubową rozpoczynał w Brescii, z którą zdobył Serie B w sezonie 1996/1997. Później został zawodnikiem Interu Mediolan, z którego był wypożyczany do Regginy i Brescii. W 2001 przeniósł się do Milanu, z którym dwukrotnie zdobył mistrzostwo Włoch, Puchar Włoch, Superpuchar Włoch, a w sezonach 2002/2003 i 2006/2007 wygrał rozgrywki Ligi Mistrzów UEFA. W 2011 został zawodnikiem Juventusu, w barwach którego wygrywał mistrzostwo Włoch w każdym z czterech rozegranych sezonów, triumfował także w Pucharze Włoch, a także dwukrotnie w Superpucharze Włoch. W 2015 został zawodnikiem New York City, a dwa lata później ogłosił zakończenie kariery.
W latach 2002–2015 reprezentant Włoch. Złoty medalista Mistrzostw Świata 2006, srebrny medalista Mistrzostw Europy 2012, brązowy medalista Igrzysk Olimpijskich 2004 oraz Pucharu Konfederacji 2013, uczestnik Mistrzostw Świata 2010 i 2014, a także Mistrzostw Europy 2000, 2004 i 2008. Był znany ze swoich umiejętności technicznych, kreatywności, wizji gry, kontroli nad piłką czy precyzyjnie wykonywanych rzutów wolnych.

## Dzieciństwo
Andrea Pirlo urodził się 19 maja 1979 we Flero jako syn Livvi (z d. Gatti) i Luigiego. Jego ojciec był właścicielem firmy produkującej i sprzedającej stal Elg Steel. Ma brata Ivana i siostrę Silvię. W wieku sześciu lat został zapisany do lokalnego klubu Flero, później grał w Voluntas. W 1992 dołączył do młodzieżowej drużyny Brescii. Jego piłkarskimi idolami byli Lothar Matthäus i Roberto Baggio, był także kibicem Interu Mediolan.

## Kariera klubowa

### Brescia
21 maja 1995, mając 16 lat, zadebiutował w Serie A w meczu z Regginą przegranym przez Brescię 2:0 i tym samym został najmłodszym zawodnikiem klubu, który wystąpił w Serie A. W następnym sezonie, 1995/1996 nie rozegrał żadnego meczu w seniorskiej drużynie Brescii, jednak uczestniczył w młodzieżowym tuenieju Torneo di Viareggio. Pierwszą bramkę dla Brescii strzelił 9 lutego 1997 w rozgrywkach Serie B w meczu z Palermo. Debiutanckie trafienie w Serie A zanotował 19 października 1997 w wygranym 4:0 meczu przeciwko Vicenzy.

### Inter Mediolan
Dzięki dobrym występom w Brescii w sezonie 1997/1998, w którym zdobył 4 gole i zanotował 5 asyst, stał się obiektem zainteresowań innych klubów Serie A. Ostatecznie został zawodnikiem Interu Mediolan, którego trener – Mircea Lucescu – nalegał na transfer. Początkowo Pirlo miał trafić do Parmy; oferta Interu była jednak korzystniejsza. W nowym klubie zadebiutował 12 sierpnia 1998 w wygranym 4:0 meczu kwalifikacji do Ligi Mistrzów UEFA ze Skonto. W Serie A zadebiutował 13 września, rozgrywając spotkanie z Cagliari. Łącznie w sezonie zagrał w 32 meczach nie strzelając bramki. Prezydent klubu Massimo Moratti czterokrotnie w sezonie zmieniał szkoleniowców drużyny, co źle poskutkowało na grę i zdrowie Pirlo, który „zaczął cierpieć na migreny, silne do tego stopnia, że miał poważne zaniki pamięci”.
Przed rozpoczęciem sezonu 1999/2000 nowy trener Marcello Lippi podjął decyzję o wypożyczeniu Pirlo do Regginy w celu „regularnej gry i nabranie doświadczenia”. W Regginie rozegrał 30 meczów, notując w nich 6 trafień i 2 asysty, zbierając pochwały za dobre występy w drużynie. Potem wrócił z wypożyczenia do Interu, w którym ponownie nie był wystawiany do gry przez trenera Marco Tardelliego, z którym miał napięte relacje. W rundzie jesiennej zagrał tylko w 8 meczach, i na drugą część sezonu został wypożyczony do Brescii. Ówczesny trener zespołu, Carlo Mazzone, podjął decyzję o przesunięciu pomocnika z ofensywnej pozycji na defensywnego rozgrywającego. Powodem Mazzone dla przestawienia była umiejętność Pirlo rozgrywania piłki, w szczególności częstych celnych długich podań. Ogólem w Brescii rozegrał 10 meczów w lidze, w której zespół zajął 7. miejsce, kwalifikując się do Pucharu Intertoto.

### Milan

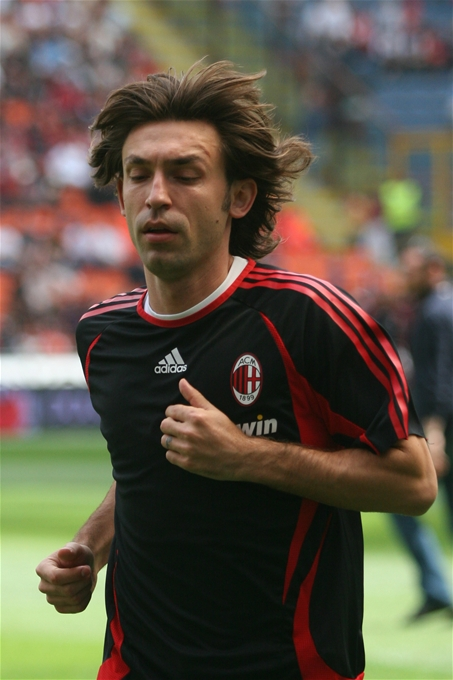
Andrea Pirlo w barwach Milanu w 2007

30 czerwca 2001 został sprzedany za 17 milionów euro (33 miliardy lirów włoskich) do Milanu, a ten sprzedał Interowi Dražena Brnčičia. W barwach Milanu zadebiutował 20 września 2001 w wygranym 2:0 meczu Pucharu UEFA przeciwko BATE Borysów, w którym wszedł z ławki rezerowowych, zmieniając Massimo Donatiego. Pierwszą bramkę dla Milanu strzelił 30 marca 2002 przeciwko Parmie, trafiając z rzutu wolnego. Pierwszy sezon zakończył z 29 meczami, zdobywając w nich dwie bramki i notując 5 asyst.

### Juventus

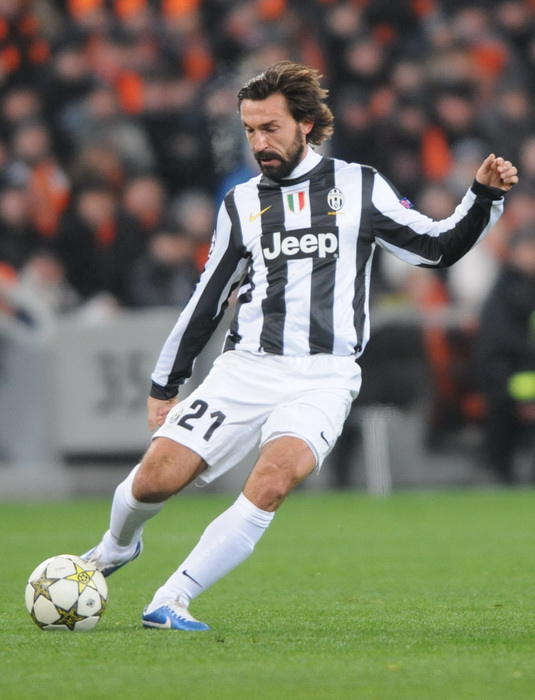
Andrea Pirlo (2012)

Po dekadzie gry w Milanie przeniósł się do Turynu, gdzie 24 maja 2011 podpisał trzyletni kontrakt z Juventusem. W maju 2014 roku podpisał nową 2-letnią umowę z Juventusem.
Wraz z zespołem „Starej Damy” wywalczył cztery tytuły mistrza Włoch – 2012, 2013, 2014 i 2015, Puchar Włoch w 2015 roku (pierwszy od 20-tu lat dla Juventusu), a także dwukrotnie Superpuchar Włoch w 2012 i 2013 roku. Oprócz tego wraz z Juve doszedł do finału Ligi Mistrzów w 2015 roku, który odbył się na Stadionie Olimpijskim w Berlinie (na tym samym stadionie Włosi zdobyli Mistrzostwo Świata w 2006 po rzutach karnych przeciwko Francji; jedną z jedenastek wykorzystał Pirlo). Klub z Turynu uległ jednak drużynie Barcelony 1:3 i nie zdobył po raz trzeci w historii trofeum. Dla Andrei był to czwarty finał Ligi Mistrzów w karierze (dwa wygrane – 2003, 2007 i dwa przegrane – 2005, 2015). Przed meczem ogłosił, że po spotkaniu z Barceloną odchodzi z Juventusu.

### New York City
6 lipca 2015 oficjalnie potwierdzono, że Andrea Pirlo podpisał kontrakt z klubem grającym w amerykańskiej lidze MLS – New York City W zespole z Nowego Jorku zadebiutował 26 lipca przeciwko Orlando City na Yankee Stadium. 18 czerwca 2016, w wygranym 3:2 meczu z Philadelphią Union, Pirlo strzelił gola z rzutu wolnego, który był jego pierwszym i ostatnim trafieniem w barwach New York City. 8 października 2017 ogłosił zakończenie kariery piłkarskiej.

## Kariera reprezentacyjna

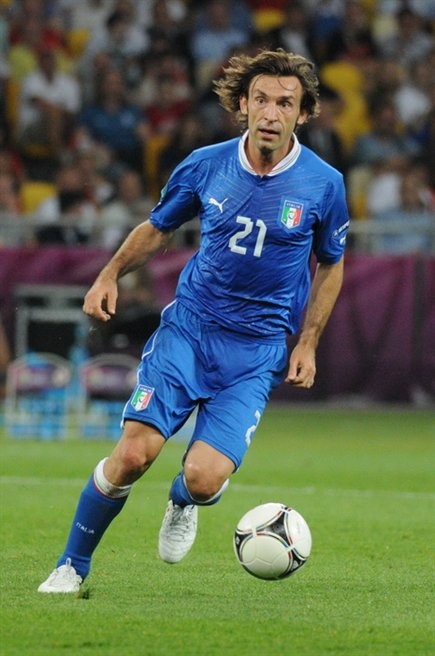
Andrea Pirlo w barwach Włoch w 2012.

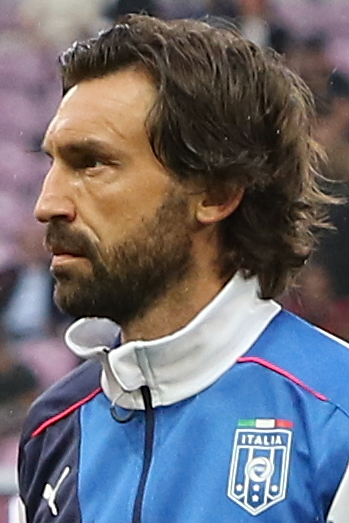
Andrea Pirlo (2015)

W roku 1994 zadebiutował w Reprezentacji Włoch U-15, a przez następne występował w reprezentacji U-18. W 1998 został powołany do drużyny U-21, która w 2000 zdobył Mistrzostwo Europy. 9 lipca 2002 zadebiutował w seniorskiej reprezentacji Włoch, w wygranym 2:0 spotkaniu przeciwko Azerbejdżanowi w ramach eliminacji do Mistrzostw Europy 2004. 16 czerwca 2013 podczas Pucharu Konfederacji w Brazylii przeciwko Meksykowi rozegrał 100. mecz w barwach włoskiej reprezentacji. Przed rozpoczęciem Mistrzostw Świata 2014 w Brazylii, Pirlo deklarował, że po zakończeniu turnieju odejdzie z reprezentacji, jednak po przyjściu Antonio Conte na stanowisko selekcjonera drużyny narodowej postanowił powrócić.

## Kariera trenerska
30 lipca 2020 roku został ogłoszony trenerem Juventusu do lat 23. Jednak Pirlo nie poprowadził tej ekipy w żadnym meczu. 8 sierpnia 2020 roku po zwolnieniu Maurizio Sarriego został zatrudniony jako pierwszy trener Juventusu Turyn. We wrześniu tego samego roku otrzymał licencję trenerską UEFA Pro. 28 maja 2021 roku został zwolniony z funkcji trenera Juventusu Turyn. W trakcie sezonu z klubem zdobył Superpuchar Włoch i Puchar Włoch.
12 czerwca 2022 ogłoszono, że zostanie trenerem tureckiego klubu Fatih Karagümrük. 24 maja 2023 ogłoszono jego odejście z klubu.
27 czerwca 2023 został trenerem Sampdorii, z którą podpisał kontrakt do 30 czerwca 2025. W pierwszym meczu Sampdoria zwyciężyła 8:7 w serii rzutów karnych po remisie 1:1 w meczu Pucharu Włoch z Südtirolem.

## Życie prywatne
21 czerwca 2001 poślubił Deborah Roversi. Mają dwójkę dzieci: syna Niccolò (ur. 1 czerwca 2003) i córkę Angelę (ur. 17 listopada 2006). W 2014 roku para się rozstała. W tym samym roku poznał Valentinę Baldini, z którą wziął ślub 12 marca 2022. 7 lipca 2017 urodziły im się bliźniaki: Leandro i Tomasso.
Rodzinna firma Elg Steel została założona przez jego ojca w latach 80. XX wieku i prosperuje dobrze do dzisiaj. Andrea posiada akcje firmy i po zakończeniu sportowej kariery ponownie zaangażował się w rodzinny biznes. Pirlo to również wielbiciel wina – jest właścicielem winnicy Pratum Coller nieopodal rodzinnej Brescii, która zgodnie z danymi na 2019 rok, wytwarza od 25–30 tys. butelek wina rocznie. W 2014 wydał autobiografię zatytułowaną „Myślę, więc gram”.

## Statystyki

### Klubowe
| Klub               | Sezon              | Liga               | Liga  | Liga   | Liga   | Puchar kraju | Puchar kraju | Puchar kraju | Europa | Europa | Europa | Inne  | Inne   | Inne   | Suma  | Suma   | Suma   |
| Klub               | Sezon              | Liga               | Mecze | Bramki | Asysty | Mecze        | Bramki       | Asysty       | Mecze  | Bramki | Asysty | Mecze | Bramki | Asysty | Mecze | Bramki | Asysty |
| ------------------ | ------------------ | ------------------ | ----- | ------ | ------ | ------------ | ------------ | ------------ | ------ | ------ | ------ | ----- | ------ | ------ | ----- | ------ | ------ |
| Brescia            | 1994/1995          | Serie A            | 1     | 0      | 0      | 0            | 0            | 0            | –      | –      | –      | –     | –      | –      | 1     | 0      | 0      |
| Brescia            | 1995/1996          | Serie B            | 0     | 0      | 0      | 0            | 0            | 0            | –      | –      | –      | –     | –      | –      | 0     | 0      | 0      |
| Brescia            | 1996/1997          | Serie B            | 17    | 2      | 0      | 1            | 0            | 0            | –      | –      | –      | –     | –      | –      | 18    | 2      | 0      |
| Brescia            | 1997/1998          | Serie A            | 29    | 4      | 5      | 1            | 0            | 0            | –      | –      | –      | –     | –      | –      | 30    | 4      | 5      |
| Brescia            | Ogólnie            | Ogólnie            | 47    | 6      | 5      | 2            | 0            | 0            | 0      | 0      | 0      | 0     | 0      | 0      | 49    | 6      | 5      |
| Inter Mediolan     | 1998/1999          | Serie A            | 18    | 0      | 3      | 7            | 0            | 1            | 7      | 0      | 1      | –     | –      | –      | 32    | 0      | 5      |
| Inter Mediolan     | 2000/2001          | Serie A            | 4     | 0      | 0      | 1            | 0            | 0            | 3      | 0      | 0      | –     | –      | –      | 8     | 0      | 0      |
| Inter Mediolan     | Ogólnie            | Ogólnie            | 22    | 0      | 3      | 8            | 0            | 1            | 10     | 0      | 1      | 0     | 0      | 0      | 40    | 0      | 5      |
| Reggina (wyp.)     | 1999/2000          | Serie A            | 28    | 6      | 2      | 2            | 0            | 0            | –      | –      | –      | –     | –      | –      | 30    | 6      | 2      |
| Reggina (wyp.)     | Ogólnie            | Ogólnie            | 28    | 6      | 2      | 2            | 0            | 0            | 0      | 0      | 0      | 0     | 0      | 0      | 30    | 6      | 2      |
| Brescia (wyp.)     | 2000/2001          | Serie A            | 10    | 0      | 2      | 0            | 0            | 0            | –      | –      | –      | –     | –      | –      | 10    | 0      | 2      |
| Brescia (wyp.)     | Ogólnie            | Ogólnie            | 10    | 0      | 2      | 0            | 0            | 0            | 0      | 0      | 0      | 0     | 0      | 0      | 10    | 0      | 2      |
| A.C. Milan         | 2001/2002          | Serie A            | 18    | 2      | 3      | 2            | 0            | 1            | 9      | 0      | 1      | –     | –      | –      | 29    | 2      | 5      |
| A.C. Milan         | 2002/2003          | Serie A            | 27    | 9      | 7      | 2            | 0            | 0            | 13     | 0      | 0      | –     | –      | –      | 42    | 9      | 7      |
| A.C. Milan         | 2003/2004          | Serie A            | 32    | 6      | 7      | 0            | 0            | 0            | 9      | 1      | 0      | 3     | 1      | 1      | 44    | 8      | 8      |
| A.C. Milan         | 2004/2005          | Serie A            | 30    | 4      | 6      | 1            | 0            | 0            | 12     | 1      | 4      | 0     | 0      | 0      | 43    | 5      | 10     |
| A.C. Milan         | 2005/2006          | Serie A            | 33    | 4      | 5      | 4            | 0            | 0            | 12     | 1      | 1      | –     | –      | –      | 49    | 5      | 6      |
| A.C. Milan         | 2006/2007          | Serie A            | 34    | 2      | 8      | 4            | 0            | 1            | 14     | 1      | 1      | –     | –      | –      | 52    | 3      | 10     |
| A.C. Milan         | 2007/2008          | Serie A            | 33    | 3      | 7      | 1            | 0            | 0            | 8      | 2      | 4      | 3     | 0      | 1      | 45    | 5      | 12     |
| A.C. Milan         | 2008/2009          | Serie A            | 26    | 1      | 3      | 0            | 0            | 0            | 3      | 1      | 0      | –     | –      | –      | 29    | 2      | 3      |
| A.C. Milan         | 2009/2010          | Serie A            | 34    | 0      | 5      | 1            | 0            | 0            | 8      | 1      | 0      | –     | –      | –      | 43    | 1      | 5      |
| A.C. Milan         | 2010/2011          | Serie A            | 17    | 1      | 3      | 3            | 0            | 1            | 5      | 0      | 0      | –     | –      | –      | 25    | 1      | 4      |
| A.C. Milan         | Ogólnie            | Ogólnie            | 284   | 32     | 54     | 18           | 0            | 3            | 93     | 8      | 11     | 6     | 1      | 2      | 401   | 41     | 70     |
| Juventus           | 2011/2012          | Serie A            | 37    | 3      | 14     | 4            | 0            | 0            | –      | –      | –      | –     | –      | –      | 41    | 3      | 14     |
| Juventus           | 2012/2013          | Serie A            | 32    | 5      | 7      | 2            | 0            | 0            | 10     | 0      | 3      | 1     | 0      | 1      | 45    | 5      | 11     |
| Juventus           | 2013/2014          | Serie A            | 30    | 4      | 7      | 1            | 0            | 0            | 13     | 2      | 1      | 1     | 0      | 0      | 45    | 6      | 8      |
| Juventus           | 2014/2015          | Serie A            | 20    | 4      | 5      | 2            | 0            | 0            | 10     | 1      | 0      | 1     | 0      | 0      | 33    | 5      | 5      |
| Juventus           | Ogólnie            | Ogólnie            | 119   | 16     | 33     | 9            | 0            | 0            | 33     | 3      | 4      | 3     | 0      | 1      | 164   | 19     | 37     |
| New York City      | 2015               | MLS                | 13    | 0      | 2      | 0            | 0            | 0            | –      | –      | –      | –     | –      | –      | 13    | 0      | 2      |
| New York City      | 2016               | MLS                | 32    | 1      | 6      | 0            | 0            | 0            | –      | –      | –      | 1     | 0      | 0      | 33    | 1      | 6      |
| New York City      | 2017               | MLS                | 15    | 0      | 1      | 0            | 0            | 0            | –      | –      | –      | 1     | 0      | 0      | 16    | 0      | 1      |
| New York City      | Ogólnie            | Ogólnie            | 60    | 1      | 9      | 0            | 0            | 0            | 0      | 0      | 0      | 2     | 0      | 0      | 62    | 1      | 9      |
| Ogólnie w karierze | Ogólnie w karierze | Ogólnie w karierze | 570   | 61     | 108    | 39           | 0            | 4            | 136    | 11     | 16     | 11    | 1      | 3      | 756   | 73     | 131    |

### Reprezentacyjne
| Reprezentacja | Rok     | Mecze | Bramki | Asysty |
| ------------- | ------- | ----- | ------ | ------ |
| Włochy        |         |       |        |        |
| 2002          | 4       | 0     | 0      |        |
| 2003          | 1       | 0     | 0      |        |
| 2004          | 7       | 1     | 0      |        |
| 2005          | 9       | 3     | 0      |        |
| 2006          | 14      | 1     | 4      |        |
| 2007          | 8       | 1     | 5      |        |
| 2008          | 9       | 1     | 1      |        |
| 2009          | 12      | 1     | 2      |        |
| 2010          | 8       | 1     | 2      |        |
| 2011          | 9       | 0     | 1      |        |
| 2012          | 13      | 2     | 6      |        |
| 2013          | 13      | 2     | 3      |        |
| 2014          | 6       | 0     | 1      |        |
| 2015          | 3       | 0     | 0      |        |
| Ogólnie       | Ogólnie | 116   | 13     | 25     |

## Sukcesy

### Zawodnik
Brescia
- Mistrzostwo Serie B: 1996/1997

Milan
- Mistrzostwo Włoch: 2003/2004, 2010/2011
- Puchar Włoch: 2002/2003
- Superpuchar Włoch: 2004
- Liga Mistrzów UEFA: 2002/2003, 2006/2007
- Superpuchar Europy UEFA: 2003, 2007
- Klubowe mistrzostwa świata: 2007

Juventus
- Mistrzostwo Włoch: 2011/2012, 2012/2013, 2013/2014, 2014/2015
- Puchar Włoch: 2014/2015
- Superpuchar Włoch: 2012, 2013

Reprezentacyjne
- Mistrzostwo świata: 2006
- Wicemistrzostwo Europy: 2012
- 3. miejsce w Pucharze Konfederacji: 2013
- 3. miejsce na Letnich Igrzyskach Olimpijskich: 2004
- Mistrzostwo Europy U-21: 2000

### Trener
Juventus
- Puchar Włoch: 2020/2021
- Superpuchar Włoch: 2020

### Indywidualne
- Król strzelców Mistrzostw Europy U-21: 2000 (3 bramki)
- Król asyst Mistrzostw świata: 2006 (3 asysty)
- Król asyst Serie A: 2011/2012 (14 asyst)

### Odznaczenia
- Order Zasługi Republiki Włoskiej IV klasy (2006)
- Order Zasługi Republiki Włoskiej V klasy (2004)

### Wyróżnienia
- Złota Piłka Mistrzostw Europy U-21: 2000
- Brązowa Piłka Mistrzostw świata: 2006[57]
- Golden Foot: 2018[58]
- Najlepszy pomocnik Serie A: 2011/2012
- Piłkarz roku Serie A: 2012, 2013, 2014[59]
- Złoty Guerin: 2012[60]
- Drużyna Roku UEFA: 2012[61]
- Jedenastka Roku FIFA FIFPro: 2006[62]
- Drużyna gwiazd Mistrzostw świata: 2006[63]
- Drużyna gwiazd Mistrzostw Europy: 2012[64]
- Drużyna gwiazd Pucharu Konfederacji: 2013[65]
- Drużyna sezonu Ligi Mistrzów UEFA: 2014/2015[66]
- Drużyna sezonu Ligi Europy UEFA: 2013/2014[67]
- Drużyna sezonu Serie A: 2011/2012[68], 2012/2013[69], 2013/2014[70], 2014/2015[71]
- Drużyna sezonu European Sports Media: 2011/2012[72]
- Najlepsza jedenastka w historii Juventusu: 2017[73]
- Galeria Sławy włoskiej piłki nożnej: 2019[74]